# خالد خضير الصالحي
خالد خضير الصالحي هو ناقد تشكيلي وأدبي عراقي، ولد في 19 حزيران 1956 في مدينة البصرة أقصى الجنوب العراقي، وتخرج من جامعة البصرة (كلية الفنون الجميلة.. قسم الرسم)، كتب في نقد الفن التشكيلي والشعر المئات من المقالات، ومن مؤلفاته: هاشم حنون .. الواقعة الشيئية، وقيم تشكيلية في الشعر العراقي، والشطرنج للمبتدئين (ترجمة)، وتشكيليو البصرة 2017، عمل في الصحافة)، ووكتاب (تجار في التشكيل البصري 2023، كتاب عن الرسام علي طالب 2024، وكتاب (تاملات في الفن التشكيلي العراقي) 2024، كتبابان مشتركان: عن مؤيد نعمة ادرته مؤسسة المدى، وكتابا عن الرسام محمد مهر الدين، عمل رساما ومصمما ومحررا، ومدربا دوليا بلعبة الشطرنج وحكما دوليا ولاعبا. يعتبر خالد خضير الصالحي أحد رموز الأدبيه في العراق بشكل عام والبصره بشكل خاص.